# 飲茶

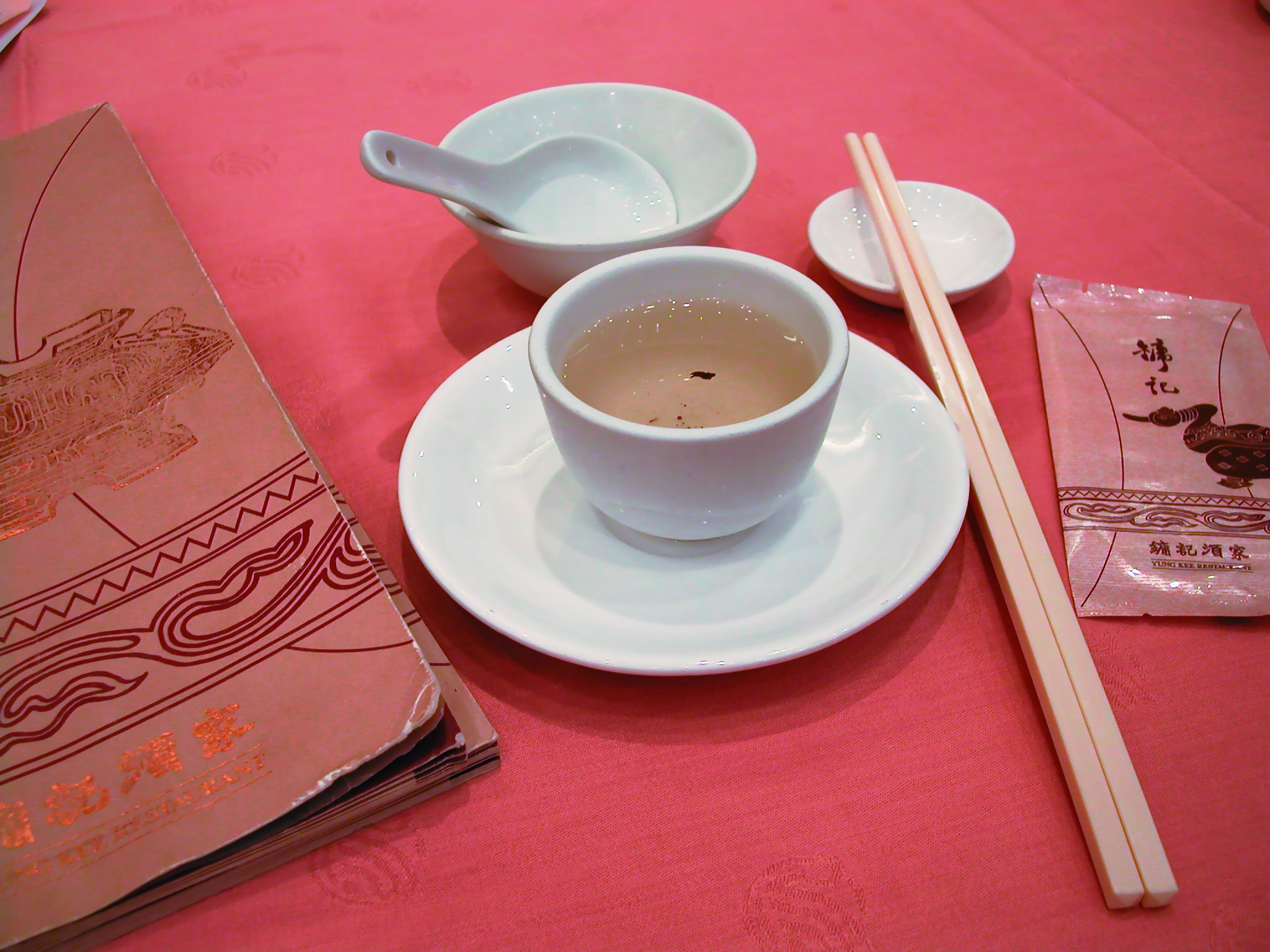
飲茶的食具

飲茶，雅稱是品茗（也可以叫品茶，原指喝茶），是指一種源自廣州的粵式飲食，而之後在廣東乃至世界各地傳播，成為廣東文化的一大特色。在香港，「飲茶」一開始是叫做「上茶樓」或者「上酒樓」，後來就叫了「去飲茶」，慢慢地「飲茶」就變成了上茶樓飲茶食點心的代名詞。飲茶主要包括了喝茶及食點心，而点心中数虾饺和叉烧包在早期较为广受欢迎，故此粵語內形容飲茶為「一盅兩件」（一盅茶＋兩件點心）。飲茶在香港及廣東一帶非常流行，近年更流傳到世界各地，成為最具代表性粵菜飲食文化的一部分。在外國，飲茶差不多是點心的同義詞。飲茶的茶樓在歐美被稱為「Dim Sum House」（中譯：點心屋）。在澳紐，索性把飲茶的地方同樣稱呼為「飲茶」，而日常交談亦會說“Let's go to Yum Cha”（中譯：我們去飲茶囉）。2022年，廣府飲茶習俗入選廣東省第八批省级非物質文化遺產代表性項目名錄。

## 粤式饮茶的历史
广州人饮茶的习俗由来已久，饮茶之风甚盛。在民国建立以前，广州提供饮茶的饮食场所有茶寮、茶馆、茶居和茶楼四种。
其中，茶寮是普通劳苦大众饮茶和休息的场所，环境设施极其简陋，通常店面仅是一个搭建在路边的竹木棚子，有的茶寮另有主业，兼营茶水。因当时在茶寮飲一盅茶只需一厘钱（72厘=1银毫），因此茶寮被称为“一厘馆”。
茶馆是由某些经营出色的“一厘馆”升级而来，这是广州最初的带有专业性质的茶馆。这些茶馆通常设立在码头、鱼栏、果栏、肉市场等劳苦大众集中地带附近，专门针对劳苦大众提供快餐式的饮食和向他们提供与同行交流沟通的场所。因到茶馆饮茶的客人，只需花费二厘钱（一盅劣茶，两件粗制点心，称为“一盅两件”），基本上就能填饱肚子，所以这类广式茶馆又称为“二厘馆”。
茶居偏向中层人士，追求文雅舒适，茶水较好、糕点较精致，服务价格却并不高昂得难以支付，是为有一定社会地位的士绅、商人和自由职业者提供饮茶服务的场所。由于在民国建立前，广州经济整体呈现是向下滑落趋势，因此这时候的茶居并不流行。
茶楼是提供奢靡宴饮的场所，消费高昂，主要服务对象是无需计较服务价格的各级满清官僚，宴饮的时间从早到晚，并不中断。
在辛亥革命，推翻满清后。以满清官僚为主要消费者的旧式茶楼宴饮业因丧失了消费来源而迅速没落。
民国建立后，作为革命之都的广州，此地民风日益趋向纯朴和保守。茶居和“二厘茶馆”因其价廉、物美、实用并且节省时间而快速兴盛，两者间且取长补短，很快合流为一体，并迫使旧式茶楼、酒家的服务习惯也向它们看齐，在民初十余年的时间内迅速发展成为今日所见的粤式茶楼。而这个新兴粤式饮茶文化也在这时候彻底取代了满清时期的奢靡饮宴，并成为新的广府民俗文化。

## 飲茶的過程

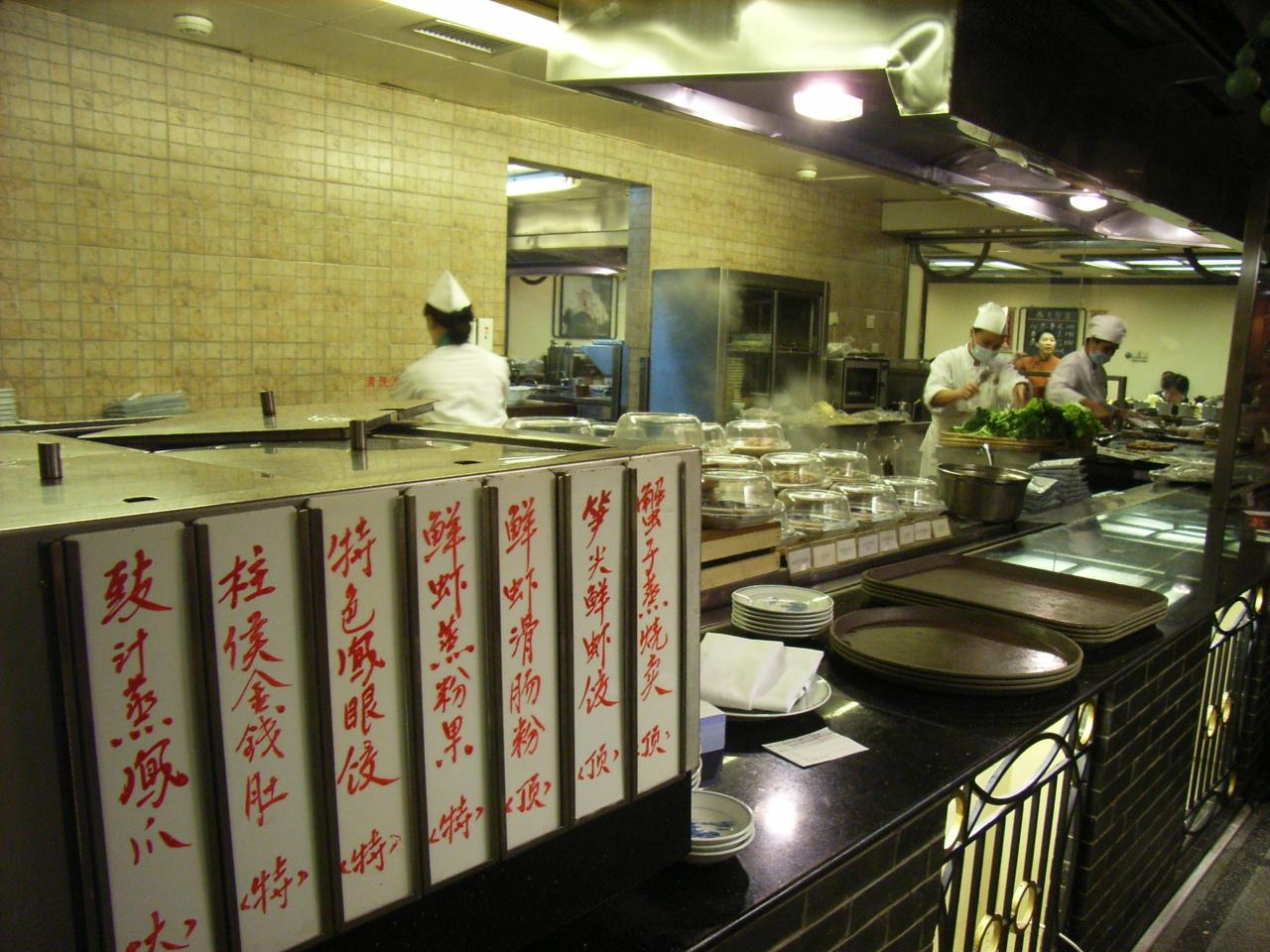
廣州中國大酒店早茶的點心款色 及其開放式廚房

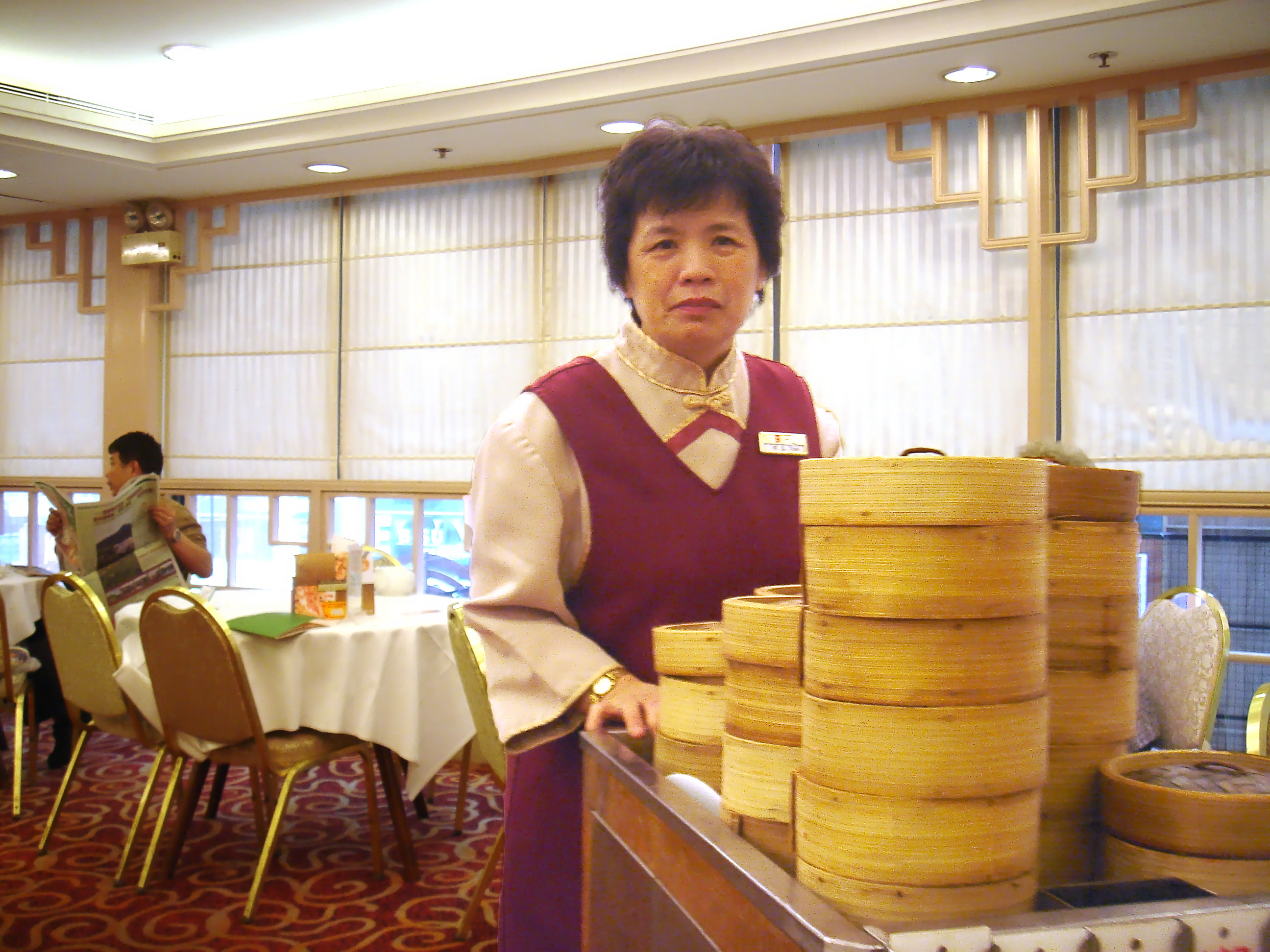
香港一家酒樓的「點心阿嬸」

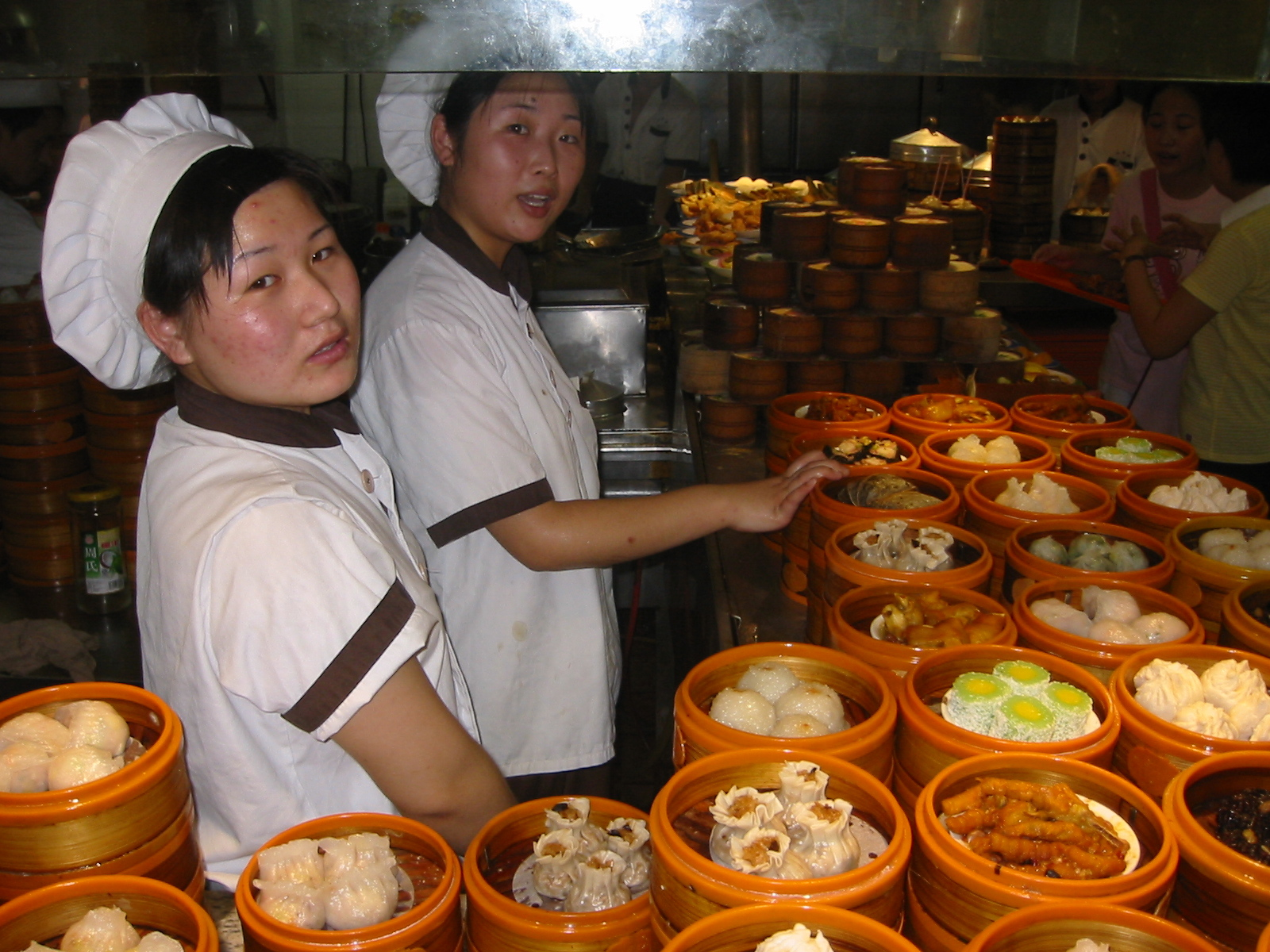
點心廚房

茶樓傳統上是即場找位置，而现在如果茶楼处于满座的情况下，会改为排队等候，然后按照参加茶宴的人数安排合理的茶桌。香港大多數茶樓或酒樓现在改为先排隊取票然後按先後次序入座，相比以前更有系統。
如果参加茶宴的人数不足够占满一个大茶桌，而跟其他不認識的客人同坐一桌，則稱為「搭枱」。

### 開茶
「開茶」，又或者叫「開位」。茶客在找到座位後，先挑選一種或多种想飲的茶，例如：水仙、鐵觀音、普洱茶、香片、壽眉、菊花等，或者开水，然後叫侍應「沖茶」。開茶時，侍應在點心卡寫上開位人數，叫「茶位」。茶客先會用開水沖洗碗筷以及茶杯邊緣以消毒或清洗残留痕迹，而酒樓方面也會提供一個大碗以盛載沖洗後的開水，在香港、广州等地较为常见。
在眾多茶中，普洱是最常見的一種，因為可以消滯，幫助消化。其他的例如香片、烏龍和綠茶都十分普遍。在一些高級食府中，鐵觀音、菊普亦是常見的飲料。
侍應亦會把一些醬料（例如：辣椒醬）或者小食（例如：花生）給予食客，這與茶合稱「茶芥」。在廣州市，服務員會先主动放置需另外收费的紙巾或濕手巾；食客可提出不需要，或在埋單時歸還，以減少此項收費。
習慣上，廣東人在為自己倒茶前會先把其他人的茶杯斟七分滿。當別人替自己斟茶後，會將食指和中指屈曲並敲枱面數次，以示感謝。此種姿態之起源，其中說法為清朝乾隆帝跟他的侍從（傳為其契仔周日清）微服出巡時去飲茶。為免平民得悉自己身份，便為自己的隨從斟茶。那些隨從為求謝恩，以免責罰，於是便把手指屈曲，以代表磕頭及謝禮。
一般廣東人都會等杯沖好茶以後，才開始去食點心。
飲茶時若想為茶壺加水，要自揭茶壺蓋，侍應就會走過來沖水。自揭壺蓋這習俗，據說來自清末廣州。曾有「旗下佬」（八旗子弟）到茶樓飲茶，將鷓鴣放入沒水茶盅，蓋好以防鷓鴣亂走，後來企堂（即侍應）沖水，燙死了鷓鴣，遭旗下佬索償。從此該茶樓伙記沖水前，都要客人先打開茶壺蓋。
廣州現時多數茶樓備有滾水機和自動沖茶枱，更有茶樓利用桶裝水為食客沖茶。侍應手提水壺四處斟水的情形已少見。

### 點選食物和饮茶过程
以前「茶樓」的售點員，在胸前掛上一個大盤，把點心放盤上。之後售點員一邊在茶樓四處走動，一邊高聲呼喊點心的種類，讓客人挑選。後來逐漸使用了點心車又或者叫推車仔，取代售點員胸前掛上的大盤。點心車可以盛載更多點心，部分點心車通常亦會在車前放置寫上點心名稱的牌子。顧客可以出去找點心車，又或者等點心車過來。顧客選定點心後，服務員便從車中拿出點心放到顧客的盤中，然後在顧客的點心卡上蓋印。點心車內有加熱的設備，為蒸點心車內的熱水加熱以維持食物溫度，或為煎炸點心車即製點心。也有在大堂中設置一個食物攤檔，食客拿著結帳單，走到檔前，說明要的點心名稱，廚師就會在你面前烹製。
一張典型的點心卡通常分爲：「小點」、「中點」、「大點」、「特點」、「頂點」以及後來增加「超點」用于区分点心的价位，若有特製的點心要加收或者是超值點心的話，則在下方或背面備注中注明。
由於使用點心車容易撞到或燙傷顧客、車內的燃料容易爆炸（例如在1980年代初，香港新界葵興光輝圍「嘉年華酒樓」就曾經發生點心車爆炸，導致多名售點員及茶客遭炸死的慘劇）、難以準確計算點心出貨數量、以及節省成本等原因，故現在廣州和香港陸續有茶樓取消點心車而改爲即叫即製的方式，就是讓客人先在點心名單內挑選想食的，交由夥計到廚房落單。
一份点心通常为2～4件一份，所以當一群人飲茶時，人們點菜時會選擇不同款式的點心，令自己可以同時點嘗到不同的菜式。而慣常地，侍應會將點心放到茶桌的中間或轉盤上，讓大家都可以夾到食物。

### 結賬
結帳的廣東話叫作「埋單」（经常被寫成“買單”但正確的中文書寫是“埋單”）。在過去未有使用「點心記錄卡」的年代，上茶樓結帳時，夥計會數數檯上空碟子的數目，然後用“心算”算出帳單的總數。使用點心卡後，顧客只要高舉點心卡或呼喚侍應「埋單」，侍應便取點心卡至服務台計算金額，然後再回來向顧客取錢，如果付滿金額則可離開，若須找續，則要再等侍應去服務台續錢。而以前通過這種找續方式經常「計錯數」或「找錯錢」，引致顧客不滿。而近年茶樓更配備電腦，由下單至結帳都自動化（資訊網絡化），減少出錯的機會，而且找續時打印食品清單，提高了效率，顧客對此亦非常歡迎。

## 飲茶時間
早茶：

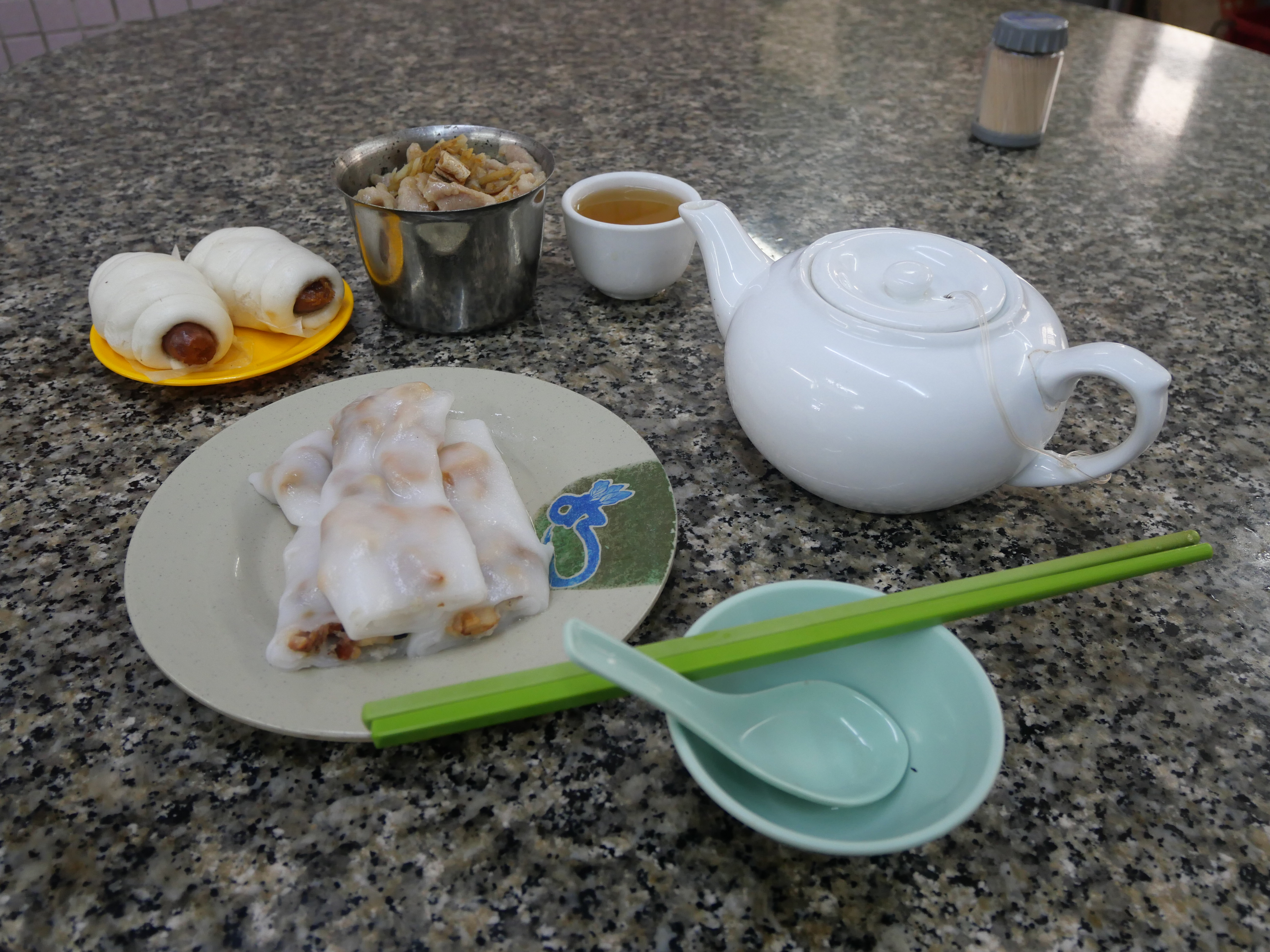

老人家一般会在早上五点就到茶居等开门，相熟的就会坐在一围，稱為「搭檯」，他們彼此稱爲「茶友」，並經常爲茶友「霸位」。天天如此，约六点多就会飲完第一轮。年轻一輩多数九点才去，形成第二个高峰。在五邑一般过了十点早市就结束。飲茶時間也可以由早上6、7點一直到午餐，廣東人叫做「直落」。早茶時段多數於5:00-6:00至11:00-11:30左右。
下午茶：
香港的茶市時間比較長，除了早市及午市外，一些酒樓在下午會有下午茶時段，約由下午2時至5時。部份酒樓會在下午茶時段提供優惠，例如特價點心或免茶、芥費用等，因此經常性地出現大量人流排隊的情況。
夜茶：
有酒樓更在晚上消夜時段提供夜茶。現在香港的茶市，有分大堂及雅座包廂房間，後者一般不容許「搭檯」，茶費每位多收一至兩元。

## 飲茶的食具
- 筷子
- 碗，開位時，是通過碗的數量來決定開位人數，但由於小孩食得較少，大人通常不會爲小孩開位，以省下一位「茶位費」。
- 匙羹
- 茶杯，通常茶杯都不帶「耳」。但是現在爲了避免茶過熱，顧客拿茶杯時燙手，有些茶樓使用有「耳」的茶杯，也有些茶樓使用玻璃杯的。
- 小碟，通常客人都把碗放在小碟上或者用做杯座，較專用來擺放茶杯的茶杯碟大，用來擺放食剩的骨頭之類。
- 牙籤，以兩條爲一組，紙包裝上印有此茶樓的名稱。服務員一般在開位時就向顧客派發，但如果沒有派發，顧客在想要時可隨時索要。
- 筷子座，用來擺放筷子，避免放在碗及小碟上面以致容易弄翻，但是並不是所有茶樓也提供筷子座。
- 茶杯碟，用來擺放茶杯，避免弄翻茶杯，但是並不是所有茶樓也提供茶杯碟。

## 點心

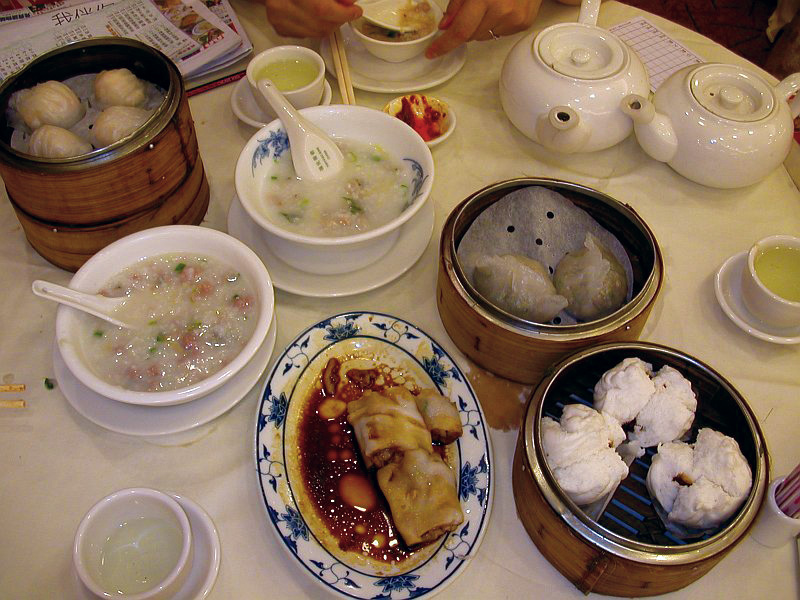
飲茶常见的各式點心

點心是区分南北饮茶习惯的一个重大的标志。广东飲茶的點心種類非常多，大致分為鹹點及甜點兩類。大部分點心都是熱食，熱食的多數會用竹製的蒸籠蒸熱，亦有小部分的冷盤。而茶樓將製作點心的區域分爲廚房（點心車從廚房裏推出來）、粥粉面檔、炒煎炸檔及固定的點心區。
廣東人每次飲茶常點的點心有蝦餃、乾蒸燒賣、排骨、鳳爪、糯米雞、蘿蔔糕、腸粉、蛋撻、叉燒包、皮蛋瘦肉粥等。
鹹點與甜點
鹹點有蝦餃、乾蒸燒賣、粉粿，包類如叉燒包等，亦有煎製的糕點，如蘿蔔糕、芋頭糕，及腸粉、炸兩、春卷等。
甜點有馬拉糕、蛋撻，包類如蓮蓉包、奶黃包，還有西式甜品如芒果布丁、蛋撻等。
熱食與冷盤
熱食除了蝦餃、燒賣、還有牛肉丸、腸粉、排骨、鳳爪、魚雲等，更有烤乳鴿等等的特色小食。
在外國的唐人街，除了粵港常見的點心以外，還可以食到不少街頭小食，如魚蛋、牛雜、蘿蔔、炸魷魚鬚 、炸雲吞等。

## 茶樓和酒樓
傳統上，飲茶的時間是在早上，不過現在不少的地方飲茶已是無分日夜。以前專門提供飲茶的餐館被稱為「茶樓」、「茶居」，現在一般亦會稱為「酒樓」或「酒家」。

### 著名茶樓
這些著名茶樓又被廣州街坊稱爲「老茶樓」、「老字號」，既然稱得上「老茶樓」、「老字號」，這些老店定必是由茶樓文化興起屹立至今，至少有幾十至近百年的歷史。
- 廣州（茶樓發源地）現存的老茶樓：
  - 成珠樓（位於漱珠涌旁，1745年始業）已结业，现仅由部分旧员工以“成珠楼”的名义销售小凤饼（也称鸡仔饼）
  - 惠如樓（位於中山五路，1875年始業，已結業）
  - 陶陶居（位於第十甫，1880年始業）
  - 蓮香樓（位於第十甫，1889年始業）
  - 雲香樓（位於東華東路，1904年始業，2015年3月結業）
  - 大三元酒家（位於長堤，1919年始業，2004年結業，計劃重建）
  - 大同酒家（位於西濠口，1935年始業，原址2016年11月停業，2018年易址天河中信廣場復業）
  - 廣州酒家（位於文昌南路，1935年始業）
  - 泮溪酒家（位於龍津西路，1947年始業）
- 佛山現存的老茶樓：
  - 天海酒家（位於昇平路，1915年始業）
- 香港現存的老茶樓：
  - 蓮香樓（位於中環）
  - 得如酒樓（位於油麻地）
  - 龍門大酒樓（1949年開始營業，已於2009年11月30日結業）
  - 陸羽茶室（1923年開始營業）
- 澳門現存的老茶樓：
  - 龍華茶樓（位於紅街市，1962年開始營業）
  - 大龍鳳茶樓（位於十月初五街康公廟附近，該區是早年澳門茶樓集中地）
  - 冠男軒（1953年開業，原名冠男茶樓。于1996年7月31日結業。後來提督馬路開設了現在的冠男軒）